# Harvey Cox
Harvey Gallagher Cox, Jr. (n. 19 mai 1929, Malvern, Pennsylvania) este unul dintre cei mai proeminenți teologi din Statele Unite ale Americii și a activat ca profesor de religie la Harvard Divinity School până la pensionarea sa, în octombrie 2009. Cercetările și studiile lui Cox se concentrează pe dezvoltarea teologică în lumea creștină, inclusiv eliberare teologiei și rolul creștinismului în America Latină.

## Cărți
- The Secular City: Secularization and Urbanization in Theological Perspective (1965), Collier Books, 25th anniversary edition 1990: ISBN 0-02-031155-9
- God's Revolution and Man's Responsibilities (1966) no ISBN issued
- On Not Leaving It to the Snake (1967), Macmillan, S.C.M. Press 3rd edition 1968: ISBN 978-0334011699
- The Feast of Fools: A Theological Essay on Festivity and Fantasy (1969), Harvard University Press, ISBN 0-674-29525-0, Harper & Row 1970 paperback: ISBN 0-06-080272-3, HarperCollins 2000 paperback: ISBN 0-06-090212-4
- The Seduction of the Spirit: The Use and Misuse of People's Religion (1973), Touchstone edition 1985: ISBN 0-671-21728-3
- Turning East: Why Americans Look to the Orient for Spirituality-And What That Search Can Mean to the West (1978), Simon & Schuster, ISBN 0-671-24405-1
- Religion in the Secular City: Toward a Postmodern Theology, (1985), Simon & Schuster, ISBN 0-671-52805-X
- Many Mansions: A Christian's Encounter with Other Faiths (1988), Beacon Press reprint 1992: ISBN 0-8070-1213-0
- The Silencing of Leonardo Boff: The Vatican and the Future of World Christianity, (1988) ISBN 0-940989-35-2
- Fire from Heaven: The Rise of Pentecostal Spirituality and the Re-shaping of Religion in the 21st Century, (1994), Decapo Press reprint 2001: ISBN 0-306-81049-2
- Religion in a Secular City: Essays in Honor of Harvey Cox, Harvey Cox, Arvind Sharma editors, (2001), Trinity Press, ISBN 1-56338-337-3
- Common Prayers: Faith, Family, and a Christian's Journey Through the Jewish Year, (2002), Mariner Books, ISBN 0-618-25733-0 (paperback)
- When Jesus Came to Harvard: Making Moral Choices Today, (2004), Houghton Mifflin, ISBN 0-618-06744-2 (hardcover)
- The Future of Faith, (2009), HarperOne, ISBN 0-06-175552-4 (hardcover)
- How to Read the Bible, (2015), HarperOne, ISBN 9780062343154 (hardcover)